# نرسس آندریکیان
نرسس آندریکیان (ارمنی: Ներսես Անդրիկյան؛  زادهٔ ۱۸۷۹ - درگذشته ۱۹۳۶) لغت‌شناسی اهل ارمنستان بود.

## زندگی‌نامه
وی  در ۱۸۷۹ به دنیا آمد .  وی در ۱۹۳۶ در سن ۵۷ سالگی درگذشت.

## یادداشت
1. ↑  բանասեր